# Suffield (Norfolk)
Suffield è un villaggio e parrocchia civile dell'Inghilterra, appartenente alla contea del Norfolk.